# Грузино-датские отношения
Отношения между Грузией и Данией относятся к текущим и историческим отношением между Грузией и Данией. Дания представлена в Грузии через посольство в Киеве (Украина). У Грузии есть посольство в Копенгагене. Дания поддерживает Грузию в желании присоединиться к ЕС и НАТО. Действующим послом Грузии в Дании является Гиги Гиджадзе.

## История
1 июля 1992 года были установлены дипломатические отношения между Грузией и Данией. В 2007 году Дания и Грузия подписали меморандум в сфере миграции. 22 апреля 2009 года между Данией и Грузией было подписано военное соглашение.
Премьер-министр Андерс Фог Расмуссен осудил нападение России на Грузию. В феврале 2010 года датская делегация в Парламентской ассамблее Совета Европы сказала, что «международное сообщество заинтересовано в выполнении Россией обязательств в отношении Грузии, и поэтому давление на Россию необходимо увеличить».
В 2022 году Дания приняла решение об открытии посольства в Тбилиси.

## Экономические отношения
В 2000 году экспорт Грузии в Данию составил 500,3 млн. Долларов, а экспорт в Дании — 2,771 миллионов долларов. В 2010 году экспорт Грузии составил 5,140 миллионов долларов, а экспорт Дании составил 15,077 миллионов долларов.

## Содействие в развитии
В программе добрососедства Грузия имеет высокий приоритет.
Во время войны в 2008 году Датский Красный Крест направил жертвам 1 миллион датских крон. После войны в августе 2008 года Дания увеличила помощь Грузии в 10 раз. Дания оказала Грузии помощь в размере 71 млн датских крон для частного сектора и демократии и прав человека.

## Государственные визиты
Датский премьер-министр Андерс Фог Расмуссен посетил Грузию 27 ноября 2008 года, где он встретился с президентом Михаилом Саакашвили, премьер-министром Григолом Мгалоблишвили и спикером парламента Давидом Бакрадзе. Датский министр иностранных дел Пер Стиг Меллер встретился в 2009 году с оппозиционными политиками, а также посетил Сухуми (Абхазия), где встретился с министром иностранных дел Абхазии Сергеем Шамба.
Грузинский президент Михаил Саакашвили посещал конференцию ООН по изменению климата (2009) в Копенгагене.